# 安全配慮義務
安全配慮義務（あんぜんはいりょぎむ）とは、ある法律関係に基づいて特別な社会的接触の関係に入った当事者間において、当該法律関係の付随義務として当事者の一方又は双方が相手方に対して法令上負う義務を指す。最高裁判所の判例（昭和50年2月25日第三小法廷判決民集29巻2号143頁。いわゆる「陸上自衛隊事件」）により定立された概念である。

## 陸上自衛隊事件
安全配慮義務法理が確立された事件である。
自動車整備作業中に車両に轢かれて死亡した自衛隊員A（昭和40年7月死亡）の遺族が原告となり、昭和44年10月に自賠法3条に基づいて国を訴えた事件である。第一審（東京地方裁判所）は、事故発生から3年以上経過しており、時効が完成していることを理由に請求を棄却した。そこで、原告は第二審（東京高等裁判所）において、Aと被告国との雇用関係に着目し、「被控訴人（国）は自衛隊員の使用主として、隊員が服務するについてその生命に危険が生じないように注意し、人的物的環境を整備すべき義務を負担している・・・（中略）・・・隊員の安全管理に万全を期すべきところ、右義務を怠り、本件事故を発生させたのであるから、これに基く損害を賠償すべき責任がある」との主張を追加した。これは、本事故を時効3年の不法行為債権ではなく、雇用契約上の債務不履行（時効10年）として構成することによって時効の壁を突破することを狙ったものであった。第二審は、特別権力関係の理論により、国に債務不履行責任はないと判断し、控訴を棄却した。これに対して最高裁判所は、次の通り述べ、この構成を認めて、控訴審判決を破棄して差し戻した。
「国の義務は右（国家公務員法62条、防衛庁職員給与法4条以下等）の給付義務にとどまらず、国は、公務員に対し、国が公務遂行のために設置すべき場所、施設もしくは器具等の設置管理又は公務員が国もしくは上司の指示のもとに遂行する公務の管理にあたつて、公務員の生命及び健康等を危険から保護するよう配慮すべき義務（以下「安全配慮義務」という。）を負つているものと解すべきである。（中略）国が、不法行為規範のもとにおいて私人に対しその生命、健康等を保護すべき義務を負つているほかは、いかなる場合においても公務員に対し安全配慮義務を負うものではないと解することはできない。ただし、右のような安全配慮義務は、ある法律関係に基づいて特別な社会的接触の関係に入つた当事者間において、当該法律関係の付随義務として当事者の一方又は双方が相手方に対して信義則上負う義務として一般的に認められるべきものであつて、国と公務員との間においても別異に解すべき論拠はなく、公務員が前記の義務を安んじて誠実に履行するためには、国が、公務員に対し安全配慮義務を負い、これを尽くすことが必要不可欠であり、また、国家公務員法93条ないし95条及びこれに基づく国家公務員災害補償法並びに防衛庁職員給与法27条等の災害補償制度も国が公務員に対し安全配慮義務を負うことを当然の前提とし、この義務が尽くされたとしてもなお発生すべき公務災害に対処するために設けられたものと解されるからである。」
つまり、この判決において最高裁は、安全配慮義務を「ある法律関係に基づいて特別な社会的接触の関係に入つた当事者間において、当該法律関係の付随義務として当事者の一方又は双方が相手方に対して信義則上負う義務」として肯定した上で、これを「一般的に認められるべきもの」として、法律関係（本事件では雇用関係）に基づく特別な社会関係があれば、民間の領域においても、公務員関係の領域においても、この義務を肯定したのである。しかし、その根拠を信義則（民法1条2項）という一般条項に求めている上に、その義務発生要件があいまいな表現であるため、以下のような様々な論点が存在し、多くの研究が行われてきた。
- 射程の問題 - 「ある法律関係に基づく特別な社会的接触の関係」とは何か？
- 不履行の問題 - 相手がこの義務を履行しない場合には、こちらも給付を拒めるのだろうか？（「付随義務」と定義しているため問題となる）
- 義務内容の問題 - どこまで配慮すればいいのだろうか？
- 民法を根拠とするこの義務と警察的規制法（本事件では労働法）との関係はどうなのか？

## 労働関係における安全配慮義務
陸上自衛隊事件や川義事件（最高裁昭和59年4月10日第三小法廷判決民集38巻6号557頁）の判例を受けて、労働関係における安全配慮義務については、2008年施行の労働契約法第5条において、「使用者は、労働契約に伴い、労働者がその生命、身体等の安全を確保しつつ労働することができるよう、必要な配慮をするものとする」と定められ、労働契約上の付随的義務として当然に使用者が義務を負うことが法文上明示された。

## 業務請負における安全配慮義務
安全配慮義務を負うのは労働契約上の「使用者」には限られない。大石塗装・鹿島建設事件（最高裁昭和55年12月18日第一小法廷判決民集34巻7号888頁）では、鉄骨塗装作業に従事していた下請企業の労働者が転落死した事案において、「原審が認容した請求は…被上告人らが亡D（労災事故により死亡した下請企業の労働者）に対して負担すべき同人（元請企業）と被上告人B株式会社（死亡した労働者を雇用していた下請企業）との間の雇傭契約上の安全保証義務違背を理由とする債務不履行に基づく損害賠償請求であることが原判決の判文に照らして明らかである」とし、建設業における業務請負の元請企業について下請企業の労働者に対する安全配慮義務違反に基づく損害賠償請求を認めた（同判決は「安全保証義務」との語を用いているが、これは「安全配慮義務」と同義と考えて差し支えない）。ただ、この判決では、元請企業が下請企業の労働者に対していかなる法的根拠に基づき安全配慮義務を負うかについては述べていない。
三菱重工業神戸造船所事件（最高裁平成3年4月11日第一小法廷判決第162号295頁集民第162号295頁）では、元請企業の造船所においてハンマー打ちの作業に従事していた下請労働者が職場の騒音によって聴力障害に罹患した事案において、以下の要件を満たす場合に、業務請負の元請企業について下請企業の労働者に対する安全配慮義務を負うことを認めた。この判決では、信義則に基づいて元請企業が下請企業の労働者に対して安全配慮義務を負うとしている。
- 元請企業が用意した設備・工具等を用いる
- 元請企業から事実上指揮監督を受ける
- 元請企業の直接雇用する従業員と同様の内容の作業を行っている

業務請負における安全配慮義務は、労働契約法が施行された現在では、同法第5条の類推適用という形をとるものと思われる。